# Liste der Bodendenkmale in Mölln
In der Liste der Bodendenkmale in Mölln sind die Bodendenkmale der Stadt Mölln nach dem Stand der Bodendenkmalliste des Archäologischen Landesamts Schleswig-Holstein von 2016 aufgelistet. Die Baudenkmale sind in der Liste der Kulturdenkmale in Mölln aufgeführt.
| Denkmal-ID           | Befundart           | Bezeichnung                                      | Zeitstellung                            | Lage | Bemerkungen                                          | Bild |
| -------------------- | ------------------- | ------------------------------------------------ | --------------------------------------- | ---- | ---------------------------------------------------- | ---- |
| aKD-ALSH-Nr. 000 744 | Grabmal > Grabhügel | Grabhügel                                        | Vor- und/oder Frühgeschichte            |      |                                                      |      |
| aKD-ALSH-Nr. 000 746 | Grabmal > Grabhügel | Grabhügel                                        | Vor- und/oder Frühgeschichte            |      |                                                      |      |
| aKD-ALSH-Nr. 000 818 | Grabmal > Grabhügel | Grabhügel                                        | Vor- und/oder Frühgeschichte            |      |                                                      |      |
| aKD-ALSH-Nr. 000 830 | Grabmal > Grabhügel | Grabhügel                                        | Vor- und/oder Frühgeschichte            |      |                                                      |      |
| aKD-ALSH-Nr. 000 831 | Grabmal > Grabhügel | Grabhügel                                        | Vor- und/oder Frühgeschichte            |      |                                                      |      |
| aKD-ALSH-Nr. 000 832 | Grabmal > Grabhügel | Grabhügel                                        | Vor- und/oder Frühgeschichte            |      |                                                      |      |
| aKD-ALSH-Nr. 000 833 | Grabmal > Grabhügel | Grabhügel                                        | Vor- und/oder Frühgeschichte            |      |                                                      |      |
| aKD-ALSH-Nr. 000 834 | Grabmal > Grabhügel | Grabhügel                                        | Vor- und/oder Frühgeschichte            |      |                                                      |      |
| aKD-ALSH-Nr. 000 835 | Grabmal > Grabhügel | Grabhügel                                        | Vor- und/oder Frühgeschichte            |      |                                                      |      |
| aKD-ALSH-Nr. 000 836 | Grabmal > Grabhügel | Grabhügel                                        | Vor- und/oder Frühgeschichte            |      |                                                      |      |
| aKD-ALSH-Nr. 000 837 | Grabmal > Grabhügel | Grabhügel                                        | Vor- und/oder Frühgeschichte            |      |                                                      |      |
| aKD-ALSH-Nr. 000 838 | Grabmal > Grabhügel | Grabhügel                                        | Vor- und/oder Frühgeschichte            |      |                                                      |      |
| aKD-ALSH-Nr. 000 839 | Grabmal > Grabhügel | Grabhügel                                        | Vor- und/oder Frühgeschichte            |      |                                                      |      |
| aKD-ALSH-Nr. 000 840 | Grabmal > Grabhügel | Grabhügel                                        | Vor- und/oder Frühgeschichte            |      |                                                      |      |
| aKD-ALSH-Nr. 000 841 | Grabmal > Grabhügel | Grabhügel                                        | Vor- und/oder Frühgeschichte            |      |                                                      |      |
| aKD-ALSH-Nr. 000 842 | Grabmal > Grabhügel | Grabhügel                                        | Vor- und/oder Frühgeschichte            |      |                                                      |      |
| aKD-ALSH-Nr. 000 843 | Grabmal > Grabhügel | Grabhügel                                        | Vor- und/oder Frühgeschichte            |      |                                                      |      |
| aKD-ALSH-Nr. 000 844 | Grabmal > Grabhügel | Grabhügel                                        | Vor- und/oder Frühgeschichte            |      |                                                      |      |
| aKD-ALSH-Nr. 000 845 | Grabmal > Grabhügel | Grabhügel                                        | Vor- und/oder Frühgeschichte            |      |                                                      |      |
| aKD-ALSH-Nr. 000 846 | Grabmal > Grabhügel | Grabhügel                                        | Vor- und/oder Frühgeschichte            |      |                                                      |      |
| aKD-ALSH-Nr. 000 847 | Grabmal > Grabhügel | Grabhügel                                        | Vor- und/oder Frühgeschichte            |      |                                                      |      |
| aKD-ALSH-Nr. 000 848 | Grabmal > Grabhügel | Grabhügel                                        | Vor- und/oder Frühgeschichte            |      |                                                      |      |
| aKD-ALSH-Nr. 000 849 | Grabmal > Grabhügel | Grabhügel                                        | Vor- und/oder Frühgeschichte            |      |                                                      |      |
| aKD-ALSH-Nr. 000 850 | Grabmal > Grabhügel | Grabhügel                                        | Vor- und/oder Frühgeschichte            |      |                                                      |      |
| aKD-ALSH-Nr. 000 851 | Grabmal > Grabhügel | Grabhügel                                        | Vor- und/oder Frühgeschichte            |      |                                                      |      |
| aKD-ALSH-Nr. 000 852 | Grabmal > Grabhügel | Grabhügel                                        | Vor- und/oder Frühgeschichte            |      |                                                      |      |
| aKD-ALSH-Nr. 000 853 | Grabmal > Grabhügel | Grabhügel                                        | Vor- und/oder Frühgeschichte            |      |                                                      |      |
| aKD-ALSH-Nr. 000 854 | Grabmal > Grabhügel | Grabhügel                                        | Vor- und/oder Frühgeschichte            |      |                                                      |      |
| aKD-ALSH-Nr. 000 855 | Grabmal > Grabhügel | Grabhügel                                        | Vor- und/oder Frühgeschichte            |      |                                                      |      |
| aKD-ALSH-Nr. 000 856 | Befestigung > Burg  | Burg/Motte/Ringwall/Turmhügel „Franzosenschanze“ | Mittelalter                             |      |                                                      |      |
| aKD-ALSH-Nr. 000 857 | Befestigung > Wall  | Landwehr/Wall/Schanze/Panzergraben               | Frühe Neuzeit                           |      | 17,45 m langer Rest der frühneuzeitlichen Stadtmauer |      |
| aKD-ALSH-Nr. 000 858 | Befestigung > Wall  | Landwehr/Wall/Schanze/Panzergraben               | Frühgeschichte, Neuzeit, Zeitgeschichte |      |                                                      |      |